# Sigi Schwab/Diskografie

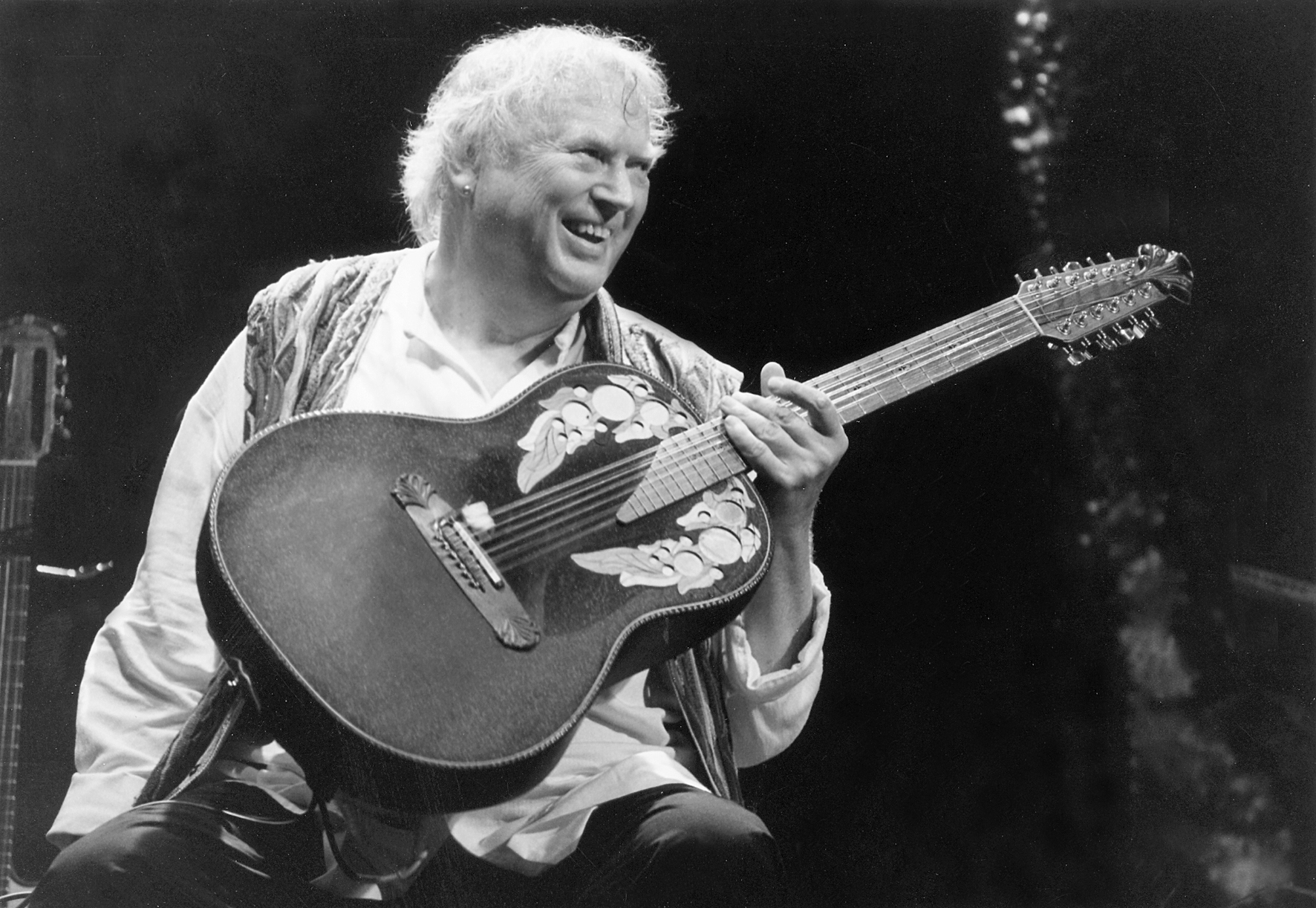
Sigi Schwab auf dem Tollwood-Festival (2010)

Diese Diskografie ist eine Übersicht über ausgewählte Tonträger des deutschen Gitarristen und Komponisten Sigi Schwab.

## 1960er Jahre
- 1967: The Fabulous Guitar. From Bach to Almeida, Sigi Schwab g (Philips)
- 1968: Guitar Artistry, Sigi Schwab g · Addi Feuerstein fl · Jürgen Ehlers b · Dai Bowen dr (Liberty)
- 1968: Remember Django Reinhart, Sigi Schwab g · Joe Slabyhoudek vla d’amore · Heinz Cramer rg · Jürgen Ehlers b · Dai Bowen dr (Metronome)
- 1968: Canciones Antiguas, Carmen Vilalta, Sopran · Siegfried Schwab, Gitarre (Vineta)
- 1969: Bacharach Baroque, 18th Century Ensemble · Sigi Schwab g (Philips)
- 1969: The Oimels, Wolfgang Dauner p · Pierre Cavalli g · Eberhard Weber b · Sigi Schwab g, sitar · Fred Braceful dr · Roland Wittich dr (MPS)

## 1970er Jahre
- 1970: Et Cetera, Wolfgang Dauner p, ep · Eberhard Weber b, bg · Sigi Schwab g, sitar, tarang · Fred Braceful dr, voice · Roland Wittich dr – London Session – (Global Records)
- 1970: Rischkas Soul, Wolfgang Dauner p · Eberhard Weber b · Sigi Schwab g · Fred Braceful dr · Roland Wittich dr (CTR-Produktion)
- 1970: Time Tuner, Don Paulin vocal · Sigi Schwab g · Wolfgang Dauner keyb · Eberhard Weber b · Fred Braceful dr (Liberty)
- 1970: Get Back to Rhythm. Jazz Collection, Sigi Schwab g · Freddie Rottier dr · Fats Sadi perc · Nikola Kletkovsky b u. a. – Brüssel Session – erschienen 2000 bei (Inmus)
- 1971:  My Kind of Sunshine, The Rhythm Combination & Brass mit Peter Herbolzheimer tb, leader · Sigi Schwab g, sitar (MPS)
- 1972: … und …, Jimmy Woode b · Rick Kiefer tp · Leo Wright ss, fl · Jiggs Whigham tb · Sigi Schwab g · Tony Inzalaco dr u. a. (Electrola)
- 1972: Squeezing Art, Art Van Damme akk · Sigi Schwab g · Lala Kovacev dr u. a. (MPS)
- 1972: Father Son and Holy Ghosts, Embryo · Christian Burchard dr, perc · Sigi Schwab g, veena, tarang · Edgar Hofmann vln, ss · Dave King b u. a. (Brain/Metronome)
- 1973: Mission Suite, Chris Hinze fl · Sigi Schwab g · John Lee b · Gerry Brown dr u. a. (Philips)
- 1973: Rocksession, Embryo · Christian Burchard dr, perc · Sigi Schwab g, tarang · Mal Waldron p · Jimmy Jackson org · Dave King bg u. a. (Brain/Metronome)
- 1973: Sincerely P. T., Peter Trunk b · Manfred Schoof tp · Shake Keane tp · Jiggs Whigham tb · Jasper van’t Hof p · Sigi Schwab g, tarang · Curt Cress dr · Joe Nay dr (Aamok)
- 1973: Waitaminute, The Rhythm Combination & Brass mit Peter Herbolzheimer tb, leader · Art Farmer tp · Palle Mikkelborg tp · Sigi Schwab g · Niels-Henning Ørsted Pedersen b u. a. (MPS)
- 1973: Utopia, Side Project der Band Amon Düül II (Song: „Nasi Goreng“), Andy Marx g · Denny Fichelscher dr · Lothar Meid bg · Siegfried Schwab g · Jimmy Jackson p, org · Olaf Kübler gong · Peter Kramper syn
- 1974: Invitation Art van Damme, The Singers Unlimited · Sigi Schwab g · Eberhard Weber b · Charly Antolini dr u. a. (MPS)
- 1975: The Way We Are, George Shearing p · Sigi Schwab g · Heribert Thusek vib · Andy Simpkings b · Rusty Jones d · Chino Valdes perc · Carmelo Garcia timb (MPS)
- 1975: Amazing Strings, Svend Asmussen vln · Sigi Schwab g · Günter Lenz b · Kenny Clare dr MPS
- 1975: Continental Expierence, George Shearing p · Sigi Schwab g · Heribert Thusek vib · Andy Simpkins b · Rusty Jones dr · Chino Valdes perc · Carmelo Garcia timb (MPS)
- 1976: Bali Agung, Eberhard Schoener · Gamelanorchester von Saba und Pinda · Sigi Schwab g · Dave King b · Pete York dr (Made in Germany Music)
- 1976: Wide und Blue, Chris Hinze fl · Sigi Schwab g · Eberhard Weber b · Lala Kovacev dr, perc (EMI)
- 1976: Islands, Benny Bailey tp, flh · Sigi Schwab g · Eberhard Weber b · Lala Kovacev dr, perc (Enja)
- 1977: Sihouettes, Chris Hinze f · Michael Gibbs leader · Sigi Schwab g · Eddie Gomez b (Philips)
- 1977: Guitar Special. Capriccios, Divertimenti, Miniaturen (Klassik), Sigi Schwab g (Melos Musik)
- 1977: Sigi Schwab’s Ironfinger, solo (Jupiter Records)
- 1977: Sigi Schwab plays Paul Simon, Soundtrack Sampler (Global Records)
- 1978: Eventide, Singers Unlimited · Sigi Schwab g · Eberhard Weber b u. a. (MPS)
- 1978: Guitarissimo, Peter Horton g, vocal · Sigi Schwab g, e-sitar · Chris Hinze fl (Nature)
- 1979: little flowers, solo (Heros Musik)
- 1979: Meditation, Sigi Schwab g · Martin Harrison dr · Eicke Troneck b (Melos Musik)
- 1979: Wolf Znidar – Hast a wengerl Zeit, Wolf Znidar vocal · Sigi Schwab g · Mladen Franko p · Joe Slabyhoudek · Dave King b · Martin Harrison dr (CBS)

## 1980er Jahre
- 1980: Guitarissimo. Confiança, Peter Horton g, vocal · Sigi Schwab g · Jon Eardley flh (Nature)
- 1980: Live At The North Sea 'Jazz Festival, The Chris Hinze and Sigi Schwab Duo (Keytone)
- 1980: Romantische Serenade (Klassik), Diabelli Trio mit Willy Freivogel fl · Enrique Santiago vla · Siegfried Schwab g
- 1980: Ragtime – Scott Joplin, Diabelli Trio mit Willy Freivogel fl · Enrique Santiago vla · Siegfried Schwab g (Metronome/Melos Musik)
- 1980: Siggi Schwab plays Paul Simon, CD Ausgabe, Global Rocords and Tapes und BMG Ariola Media GmbH (Schreibweise von "Sigi" laut CD-Aufdruck mit Doppel "gg")
- 1981: Barocco Con Fuoco, Chris Hinze fl · Sigi Schwab g · John Clayton b (Keytone)
- 1981: Solos, Duos and Trios (von Coryell, Schwab, Hinze, van’t Hof, Urbaniak, Dudziak und J. Kühn), Chris Hinze fl · Joachim Kühn p · Jasper van’t Hof p · Charlie Mariano sax · Sigi Schwab (Keytone)
- 1981: Some Kind of Changes, Charlie Mariano sax · Ack van Rooyen tp · Sigi Schwab g · Eberhard Weber b · Lala Kovacev dr (Calig)
- 1981: Wiener Serenade, Diabelli Trio mit Willy Freivogel fl · Enrique Santiago vla · Siegfried Schwab g (Melosmusik)
- 1981: Guitaristics, solo (Melos Musik)
- 1982: Totalmusik, Chris Hinze fl · Sigi Schwab g · Jasper van‘t Hof p (Keytone)
- 1982: Hofkonzert. Virtuose Serenaden um 1800, Diabelli Trio mit Willy Freivogel fl · Enrique Santiago vla · Siegfried Schwab g (Melosmusik)
- 1983: Solos, Duos and Trios, Larry Coryell g · Sigi Schwab g · Chris Hinze fl · Joachim Kühn p · Jasper van‘t Hof p · Michael Urbaniak vln · Urszula Dudziak voc (Keytone)
- 1983: Kostbarkeiten des Biedermeier, Diabelli Trio mit Willy Freivogel fl · Enrique Santiago vla · Siegfried g (Melosmusik)
- 1983: Backstage, Chris Hinze & Sigi Schwab (Melos Musik)
- 1983: Rondo a tre, Sigi Schwab & Percussion Academia mit Guillermo Marchena dr, vocal · Freddie Santiago perc (Melosmusik)
- 1984: Tango Diabelli Trio, mit Willy Freivogel fl · Enrique Santiago vla · Siegfried Schwab g (Metronome/Melosmusik)
- 1985: Silversand, Sigi Schwab & Percussion Academia mit Guillermo Marchena · Freddie Santiago (Melosmusik)
- 1986: Meditation Vol. 2, Sigi Schwab g · Freddie Santiago perc (Melosmusik)
- 1987: Anna, Soundtrack zur gleichnamigen TV-Serie mit dem Nummer-eins-Hit My Love Is a Tango, Guillermo Marchena dr, vocal (Teldec)
- 1988: Anna der Film , Soundtrack (Teldec)
- 1988: Guitar Selection (Teldec/Melosmusik)
- 1989: Laura und Luis, Soundtrack zur gleichnamigen TV-Serie (Ariola)
- 1989: Live, Sigi Schwab & Percussion Academia mit Guillermo Marchena dr · Freddie Santiago perc (Melosmusik)
- 1989: Passacaglia per una scala dal blue – Hommage a Eduardo, Siegfried Schwab g, colascione · Willy Freivogel fl, a-fl (EPO)

## 1990er Jahre
- 1991: Diabelli Trio in Concert mit Willy Freivogel fl · Enrique Santiago vla · Siegfried Schwab g (Melosmusik)
- 1991: Wiener Klassik Serenade, Diabelli Trio mit Willy Freivogel fl · Enrique Santiago vla · Siegfried Schwab g (Melosmusik)
- 1992: Amazonas, Sigi Schwab g · Marcio Montarroyos tp · Eberhard Weber b · Thomas Müller b · Guillermo Marchena dr, vocal · Freddie Santiago perc, tuned perc · Andreas Keller perc (Melosmusik)
- 1993: Clara, Soundtrack zur gleichnamigen TV-Serie (east-west)
- 1995: Guitar Selection 1977–1992 (Melosmusik)
- 1995: Mandala Sigi Schwab & Percussion Project, mit Guillermo Marchena dr, vocal · Ramesh Shotham perc · Andreas Keller perc (Melosmusik)

## 2000er Jahre
- 2000: Walzer, Diabelli-Trio mit Willy Freivogel fl · Enrique Santiago vla · Siegfried Schwab g (Melosmusik)
- 2000: Sigi Schwab & Percussion Project, Session 2000 mit Ramesh Shotham perc · Andreas Keller dr, b-pads (Melosmusik)
- 2004: Songs and more, Soundtrackcollection (Melosmusik)
- 2008: Ludwigshafenkonzert, Konzertmitschnitt zum 50-jährigen Bühnenjubiläum von Sigi Schwab (Melosmusik)
- 2009: On Stage, Sigi Schwab & Ramesh Shotham live in concert (Melosmusik)

## 2010er Jahre
- 2010: Mozart bleibt immer ein Wunder, Mario Freivogel, Sprecher · Willy Freivogel fl · Siegfried Schwab g (Animato)
- 2010: Der Vogel hat Humor – Wilhelm Busch und seine Welt, Mario Freivogel, Sprecher · Willy Freivogel fl · Siegfried Schwab g (Animato)
- 2014: Peter Horton & Sigi Schwab Guitarissimo XL, Andreas Keller, Thomas Müller (Solo Musica)